# Józef Rządzki
Józef Rządzki (ps. „Zdun”, „Konar”, „Boryna”; nazwisko konspiracyjne „Kordyszewski”, ur. 6 listopada 1906 w Rzędzianowicach, zm. 19 kwietnia 1995 w Ostrowi Mazowieckiej) – nauczyciel, oficer Wojska Polskiego, członek Związku Walki Zbrojnej, żołnierz Armii Krajowej, członek Zrzeszenia Wolność i Niezawisłość.

## Życiorys
Urodził się w Rzędzianowicach w gminie Mielec, w rodzinie chłopskiej Karola i Apolonii z d. Krówka. Jego ojciec zmarł w 1916 r. w następstwie działań wojennych w czasie I wojny światowej, w której uczestniczył jako żołnierz austriacki.

### Okres dwudziestolecia międzywojennego
W 1927 r. ukończył Gimnazjum Humanistyczne w Mielcu. Następnie podjął naukę w Studium Pedagogicznym „Pedagogium” przy Uniwersytecie Jagiellońskim w Krakowie. W tym mieście ukończył Szkołę Podchorążych Rezerwy Piechoty Nr 5a w stopniu sierżanta podchorążego. 
Od 1929 r. pracował jako nauczyciel w szkołach powszechnych w powiecie ostrołęckim: w Cięćku, Krysiakach, Wachu. W latach 1934–1939 pracował w SP w Dąbrowach, od 1938 r. pełnił w tej szkole funkcję kierownika. 
27 grudnia 1934 r. ożenił się z nauczycielką Antoniną Kordyszewską. 
1 stycznia 1932 r. został mianowany podporucznikiem rezerwy piechoty, awansowany 1 stycznia 1936 r. na stopień porucznika rezerwy. Po ukończeniu Centrum Wyszkolenia w Różanie powołany do czynnej zawodowej służby wojskowej w dyspozycji Generalnego Inspektora Sił Zbrojnych. Z ramienia II Oddziału Sztabu Głównego prowadził akcję wywiadowczą na terenach przygranicznych Prus Wschodnich. 
Przed wybuchem II wojny światowej, wiosną 1939 r., kierował pracami nad umocnieniami obronnymi wzdłuż granicy polsko-niemieckiej, które polegały na kopaniu rowów strzeleckich w odległości 100–250 m od granicy. Był organizatorem I Kompanii Obrony Narodowej w Myszyńcu. 

### II wojna światowa
W wojnie obronnej 1939 r. dowodził batalionem 71 pułku piechoty 18 dywizji w Samodzielnej Grupie Operacyjnej „Narew”. Wziął udział w walkach pod Jakacią (10 września 1939 r.), Zambrowem (11 września 1939 r.) i Andrzejewem (12–13 września 1939 r.).  Po kapitulacji 18 dywizji piechoty dostał się do niewoli niemieckiej, z której wkrótce uciekł. Po ucieczce dołączył do napotkanego oddziału Wojska Polskiego. 20 września 1939 r. dostał się do niewoli sowieckiej. W okolicach Słonima uciekł z konwoju i w listopadzie 1939 r. dotarł do Bieli w powiecie ostrowskim. Z uwagi na zagrożenie aresztowaniem opuścił ten teren i udał się w rodzinne strony do Mielca, gdzie włączył się w działalność Związku Walki Zbrojnej. Został zastępcą, a następnie komendantem obwodu ZWZ Mielec. Używał wówczas pseudonimu „Zdun”. 
Wiosną 1941 r., z  uwagi na zagrożenie aresztowaniem, wyjechał do Warszawy. W czerwcu 1942 r., na polecenie komendanta rejonu ZWZ, płk. Waleriana Tumanowicza ps. „Jagra”, powrócił na teren Rzeszowszczyzny. 2 lipca 1942 r. został mianowany komendantem obwodu AK Kolbuszowa. Wówczas używał pseudonimów „Konar” i „Boryna”, a także nazwiska „Kordyszewski”. W trakcie działalności na tym terenie gromadził informacje dotyczące niemieckich wyrzutni rakiet V-1 i V-2 na poligonie w Bliźnie. Działalność podległych mu żołnierzy przyczyniła się do zdobycia wielu części tej broni, które następnie zostały przesłane do specjalnej komórki badawczej w Warszawie.
W 1942 r. został awansowany do stopnia kapitana, a w 1945 r. do stopnia majora. Podczas Akcji „Burza” dowodził 8 zmotoryzowanym pułkiem AK.  
Od lutego 1945 r. pełnił funkcję komendanta obwodu AK Rzeszów, od kwietnia tego roku szefa sztabu i zastępcy komendanta Podokręgu AK Rzeszów w likwidacji. 

### Okres powojenny
12 lipca 1945 r. został aresztowany przez Urząd Bezpieczeństwa w Rzeszowie, następnie wypuszczony z więzienia celem ujawnienia się. Wrócił do Ostrowi Mazowieckiej, gdzie w październiku 1945 r. podjął pracę nauczyciela w szkole powszechnej nr 1. Następnie pracował w Inspektoracie Oświaty. Kontynuował działalność konspiracyjną w Zrzeszeniu WiN. 2 grudnia 1947 r. został aresztowany w Warszawie. Przebywał w Ministerstwie Bezpieczeństwa Publicznego przy ul. Koszykowej w Warszawie oraz w Zakładzie Karnym na ul. Rakowieckiej w Warszawie. W trakcie aresztowania był torturowany. 15 października 1948 r. został skazany na karę śmierci. Na mocy decyzji Bolesława Bieruta kara śmierci została zamieniona na dożywotnie więzienie. 27 kwietnia 1956 r. kara została złagodzona do 12 lat pozbawienia wolności. Z uwagi na dolegliwości zdrowotne w dniu 22 lutego 1957 r. otrzymał roczny urlop w odbywaniu kary. Po jego wykorzystaniu reszta kary pozbawienia wolności została darowana. 
Po opuszczeniu więzienia zamieszkał w Ostrowi Mazowieckiej, gdzie pracował jako nauczyciel. Sprawował funkcję kuratora w Sądzie dla Nieletnich. Był prezesem Zarządu Powiatowego Polskiego Komitetu Pomocy Społecznej, a następnie Zarządu Wojewódzkiego Polskiego Komitetu Pomocy Społecznej. Był także opiekunem ogrodu jordanowskiego, członkiem Prezydium Rady Oddziałowej PSS „Społem"” oraz sekretarzem Komisji Socjalno-Bytowej Zarządu Oddziału ZBoWiD.
Zmarł 19 kwietnia 1995 r. Został pochowany na cmentarzu w Ostrowi Mazowieckiej. 

## Odznaczenia
- Krzyż Kawalerski „Polska Odrodzona” – 9 maja 1990 r.
- Krzyż Walecznych – 11 września 1949 r.
- Srebrny Krzyż Zasługi z Mieczami – ok. 1990 r.
- Srebrny Krzyż Zasługi
- Medal „Za udział w wojnie obronnej 1939” – 7 kwietnia 1982 r.
- Krzyż Armii Krajowej – 25 stycznia 1985 r.
- Medal Wojska Polskiego – 15 sierpnia 1948 r.
- Medal KEN – 21 września 1981 r.
- Złota Odznaka ZNP – 5 listopada 1964 r.[1]
- Medal „Honorowy Obywatel Miasta Mielec”[2].